# Red Hat Enterprise Linux
Red Hat Enterprise Linux también conocido por sus siglas RHEL es una distribución comercial de GNU/Linux desarrollada por Red Hat. Es la versión comercial basada en Fedora que a su vez está basada en el anterior Red Hat Linux, de forma similar a como SUSE Enterprise (SUSE Linux Enterprise Desktop y SLE Server) lo es respecto de OpenSUSE.
Mientras que las nuevas versiones de Fedora salen cada aproximadamente 6 meses, las de RHEL suelen hacerlo cada 18 o 24 meses.
Cada una de estas versiones cuenta con una serie de servicios de valor añadido sobre la base de los que basa su negocio (soporte, formación, consultoría, certificación, etc)
Cada versión lanzada cuenta por el momento con soporte durante al menos 10 años desde la fecha de lanzamiento de la GA (General Availability) (o versión acabada en .0), durante este tiempo, se dividen varias etapas de soporte.

## Variantes
En RHEL 3 y 4 (desde 2005) había 4 ediciones: 2 para servidores y 2 para Clientes/estaciones de trabajo.
- RHEL AS (Advanced Server)
- RHEL ES (Entry Server)
- RHEL WS (Workstation)
- RH Desktop

En RHEL 5 cambió el sistema de ediciones antes mencionado y usado en RHEL 3 y 4. Así RHEL AS/ES/WS/Desktop han sido sustituidos por:
- RHEL Advanced Platform (antiguo AS)
- RHEL (antiguo ES)
- RHEL Desktop with Workstation and Multi-OS option
- RHEL Desktop with Workstation option (antiguo WS)
- RHEL Desktop with Multi-OS option
- RHEL Desktop (antiguo Desktop)

En RHEL 6 las ediciones son 8 (6 para servidores)
- RHEL for Server
- RHEL for HPC Head Node (para Computación de alto rendimiento)
- RHEL for HPC Compute Node
- RHEL for IBM System z
- RHEL for IBM POWER
- RHEL for SAP Business Applications
- RHEL Workstation
- RHEL Desktop

## Relaciones con Fedora
- RHL 6.2/7 → RHL 6.2E
- RHL 7.2 → RHEL 2.1
- RHL 9 → RHEL 3
- Fedora Core 3 → RHEL 4
- Fedora Core 6 → RHEL 5
- Fedora 12/13 → RHEL 6[3]
- Fedora  19/20 → RHEL 7[4]
- Fedora 28 a CentOS Stream 8 a RHEL 8[5]
- Fedora  34 a CentOS Stream 9 a RHEL 9[6]

## Plataformas
RHEL está disponible para varias plataformas de hardware:
- i386 x86: Intel 32 bits, Pentium y compatibles (AMD,...)
- IA64 Intel Itanium (hasta RHEL 5)[7]
- x86-64: AMD64, Intel EM64T
- PowerPC
- IBM Mainframe (eServer zSeries y S/390).

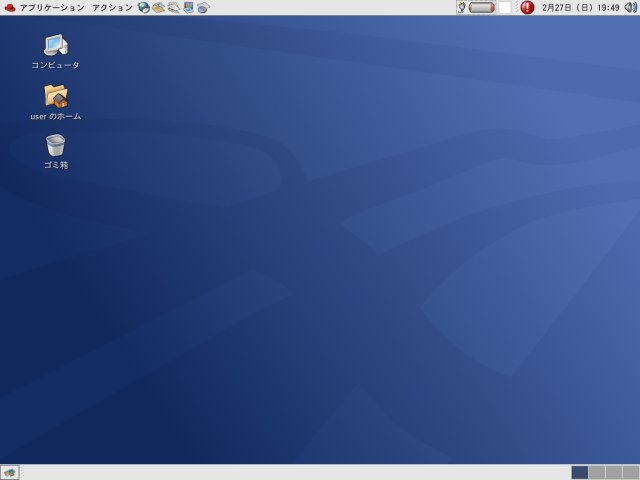
Captura de pantalla de RHEL 4 en escritorio GNOME idioma Japonés

## Historial de versiones
| Versión RHEL                                                              | Último lanzamiento menor | Fecha de lanzamiento                                              | Fin del soporte completo | Fin del mantenimiento Soporte 1 (RHEL 5, 6, 7) | Fin de Soporte de mantenimiento (RHEL 8, 9), Soporte de mantenimiento 2 (RHEL 5, 6, 7) (retiro del producto) | Fin del soporte de ciclo de vida extendido |
| ------------------------------------------------------------------------- | --- | ----------------------------------------------------------------- | ------------------------ | ---------------------------------------------- | --- | ------------------------------------------ |
| RHL 1.2E (Zoot)                                                           | | 27 de marzo de 2000                                               |                          |                                                | |                                            |
| 2.1 AS (Pensacola) 2.1 ES (Panamá)                                        | U-7 - RHEL 2.1 Update 1, 14 de febrero de 2003 - RHEL 2.1 Update 2, 29 de mayo de 2003 - RHEL 2.1 Update 3, 19 de diciembre de 2003 - RHEL 2.1 Update 4, 21 de abril de 2004 - RHEL 2.1 Update 5, 18 de agosto de 2004 - RHEL 2.1 Update 6, 13 de diciembre de 2004 - RHEL 2.1 Update 7, 28 de abril de 2005 | 26 de marzo de 2002 AS (Pensacola), 1 de mayo de 2003 ES (Panamá) | 30 de noviembre de 2004  | 31 de mayo de 2005                             | 31 de mayo de 2009                                                                                           |                                            |
| 3 (Taroon)                                                                | U-9 - RHEL 3 Update 1, 16 de enero de 2004 - RHEL 3 Update 2, 18 de mayo de 2004 - RHEL 3 Update 3, 3 de septiembre de 2004 - RHEL 3 Update 4, 21 de diciembre de 2004 - RHEL 3 Update 5, 20 de mayo de 2005 - RHEL 3 Update 6, 28 de septiembre de 2005 - RHEL 3 Update 7, 15 de marzo de 2006 - RHEL 3 Update 8, 20 de julio de 2006 - RHEL 3 Update 9, 20 de junio de 2007 | 23 de octubre de 2003                                             | 20 de julio de 2006      | 30 de junio de 2007                            | 31 de octubre de 2010                                                                                        | 30 de enero de 2014                        |
| 4 (Nahant)                                                                | U-9 - RHEL 4 Update 1, 9 de junio de 2005 - RHEL 4 Update 2, 5 de octubre de 2005 - RHEL 4 Update 3, 7 de marzo de 2006 de marzo - RHEL 4 Update 4, 11 de agosto de 2006 - RHEL 4 Update 5, 1 de mayo de 2007 - RHEL 4 Update 6, 15 de noviembre de 2007 - RHEL 4 Update 7, 28 de julio de 2008 - RHEL 4 Update 8, 18 de mayo de 2009 - RHEL 4 Update 9, 16 de febrero de 2011 | 14 de febrero de 2005                                             | 31 de marzo de 2009      | 16 de febrero de 2011                          | 29 de febrero de 2012                                                                                        | 31 de marzo de 2017                        |
| 5 (Tikanga)                                                               | 5.11 - RHEL 5 Update 1, (o RHEL 5.1)7 de noviembre de 2007 - RHEL 5 Update 2, (o RHEL 5.2) 21 de mayo de 2008 - RHEL 5 Update 3, (o RHEL 5.3) 20 de enero de 2009 - RHEL 5 Update 4, (o RHEL 5.4) 2 de septiembre de 2009 - RHEL 5 Update 5, (o RHEL 5.5) 30 de marzo de 2010 - RHEL 5 Update 6, (o RHEL 5.6) 13 de enero de 2011 - RHEL 5 Update 7, (o RHEL 5.7) 21 de julio de 2011 - RHEL 5 Update 8, (o RHEL 5.8) 20 de febrero de 2012 - RHEL 5 Update 9, (o RHEL 5.9) 7 de enero de 2013 - RHEL 5 Update 10, (o RHEL 5.10) 1 de octubre de 2013 - RHEL 5 Update 11, (o RHEL 5.11) 16 de septiembre de 2014 | 15 de marzo de 2007                                               | 8 de enero de 2013       | 31 de enero de 2014                            | 31 de marzo de 2017                                                                                          | 30 de noviembre de 2020                    |
| 6 (Santiago)                                                              | 6.10 - RHEL 6 Update 1, (o RHEL 6.1) 19 de mayo de 2011 - RHEL 6 Update 2, (o RHEL 6.2) 6 de diciembre de 2011 - RHEL 6 Update 3, (o RHEL 6.3) 20 de junio de 2012 - RHEL 6 Update 4, (o RHEL 6.4) 21 de febrero de 2013 - RHEL 6 Update 5, (o RHEL 6.5) 21 de noviembre de 2013 - RHEL 6 Update 6, (o RHEL 6.6) 14 de octubre de 2014 - RHEL 6 Update 7, (o RHEL 6.7) 22 de julio de 2015 - RHEL 6 Update 8, (o RHEL 6.8) 10 de mayo de 2016 | 10 de noviembre de 2010                                           | 10 de mayo de 2016       | 10 de mayo de 2017                             | 30 de noviembre de 2020                                                                                      | 30 de junio de 2024                        |
| 7 (Maipo)                                                                 | 7.9 - RHEL 7 Update 1, (o RHEL 7.1), 5 de marzo de 2015 - RHEL 7 Update 2, (o RHEL 7.2), 19 de noviembre de 2015 - RHEL 7 Update 3, (o RHEL 7.3), 3 de noviembre de 2016 - RHEL 7 Update 4, (o RHEL 7.4), 1 de agosto de 2017; 6 years ago[46] - RHEL 7 Update 5, (o RHEL 7.5), 10 de abril de 2018; 5 years ago[47] - RHEL 7 Update 6, (o RHEL 7.6), 30 de octubre de 2018; 4 years ago[49] - RHEL 7 Update 7, (o RHEL 7.7), 6 de agosto de 2019; 4 years ago[50] - RHEL 7 Update 8, (o RHEL 7.8), 31 de marzo de 2020; 3 years ago[51] - RHEL 7 Update 9, (o RHEL 7.9) 29 de septiembre de 2020 - RHEL 7, Extended Life-cycle Support (ELS), fecha de inicio 1 de julio de 2024, aka agregó derechos de ELS hasta la fecha de finalización de ELS el 30 de junio de 2026 | 10 de junio de 2014                                               | 6 de agosto de 2019      | 6 de agosto de 2020                            | 30 de junio de 2024                                                                                          | 30 de junio de 2026                        |
| 8 (Ootpa)                                                                 | 8.8 - RHEL 8.0.1 - RHEL 8 Update 1, (o RHEL 8.1) 5 de noviembre de 2019 - RHEL 8 Update 2, (o RHEL 8.2) 28 de abril de 2020 - RHEL 8 Update 3, (o RHEL 8.3) 3 de noviembre de 2020 - RHEL 8 Update 4, (o RHEL 8.4), 18 de mayo de 2021 - RHEL 8 Update 5, (o RHEL 8.5), 9 de noviembre de 2021 - RHEL 8 Update 6, (o RHEL 8.6), 10 de mayo de 2022 - RHEL 8 Update 7, (o RHEL 8.7), 7 de noviembre de 2022 - RHEL 8 Update 8, (o RHEL 8.8), 16 de mayo de 2023 | 7 de mayo de 2019                                                 | Mayo de 2024             |                                                | Mayo de 2029                                                                                                 | 31 de mayo de 2031                         |
| 9 (Plown)                                                                 | 9.2 - RHEL 9 Update 1, (o RHEL 9.1) 15 de noviembre de 2022 - RHEL 9 Update 2, (o RHEL 9.2) 10 de mayo de 2023 | 17 de mayo de 2022                                                | Mayo de 2027             |                                                | Mayo de 2032                                                                                                 | 31 de mayo de 2034                         |
| Leyenda:Versión antiguaVersión antigua, con soporte técnicoÚltima versión | |                                                                   |                          |                                                | |                                            |

## Clones

Árbol de la familia Red Hat.

- Distribuciones basadas en Red Hat Enterprise Linux

Red Hat no facilita binarios de RHEL para la descarga directa. Pero, al estar basado en open source, facilita el código fuente en su servidor FTP. Así han surgido clones que a partir de las compilaciones de dicho código fuente crean su distribución, entre ellos:
- CentOS
- Lineox
- Oracle Linux
- Pie Box Enterprise Linux
- Rocky Linux
- Almalinux
- Scientific Linux
- White Box Enterprise Linux